# Hydrillodes cleobisalis
Hydrillodes cleobisalis là một loài bướm đêm trong họ Noctuidae.